# Cantone di Thizy
Il Cantone di Thizy era una divisione amministrativa dell'arrondissement di Villefranche-sur-Saône.
È stato soppresso a seguito della riforma complessiva dei cantoni del 2014, che è entrata in vigore con le elezioni dipartimentali del 2015.
Comprendeva i comuni di:
- Cours-la-Ville
- Pont-Trambouze
- Saint-Jean-la-Bussière
- Thizy-les-Bourgs